# Wielotaśmowa maszyna Turinga
Wielotaśmowa maszyna Turinga (ang. multitape Turing machine) jest jak zwykła maszyna Turinga z tą różnicą, że ma wiele taśm. Każda taśma ma własną głowicę do zapisu i odczytu danych. Początkowo dane wejściowe zapisane są na taśmie pierwszej, a pozostałe taśmy są puste.

Symulacja wielotaśmowej maszyny Turinga na modelu jednotaśmowym

W niektórych publikacjach naukowych wielotaśmowa maszyna Turinga nazywana jest także maszyną Turinga z wieloma ciągami i kursorami, gdzie ciągi to innymi słowy taśmy, natomiast kursory to głowice.
Każdą wielotaśmową maszynę Turinga działającą w czasie {\displaystyle f(n),} niezależnie od liczby taśm, można zasymulować za pomocą jednotaśmowej maszyny Turinga w czasie {\displaystyle \mathrm {O} (f(n)^{2})}. Ponadto żadna z klas złożoności (np. czasu wielomianowego) nie podlega zmianom, a zatem zarówno w modelu jednotaśmowym, jak i wielotaśmowym są one takie same.

## Zapis formalny
Maszyna Turinga z {\displaystyle k}-taśmami może być opisana jako {\displaystyle M_{k}=\langle Q,\Sigma ,\Gamma ,s,b,F,\delta \rangle ,} gdzie:
- {\displaystyle Q} – skończony zbiór stanów,
- {\displaystyle \Sigma } – skończony zbiór symboli wejściowych,
- {\displaystyle \Gamma \supseteq \Sigma } – skończony zbiór dopuszczalnych symboli,
- {\displaystyle s\in Q} – stan początkowy,
- {\displaystyle b\in \Gamma \setminus \Sigma } – symbol pusty, który należy do zbioru dopuszczalnych symboli, ale nie może być symbolem wejściowym,
- {\displaystyle F\subseteq Q} – zbiór stanów końcowych,
- {\displaystyle \delta :Q\times \Gamma ^{k}\to Q\times (\Gamma \times \{L,R,S\})^{k}} – funkcja częściowa, zwana funkcją przejść, gdzie {\displaystyle k} jest liczbą taśm, {\displaystyle L} to przesunięcie w lewo, {\displaystyle R} przesunięcie w prawo, a {\displaystyle S} to brak przesunięcia.

## Maszyna Turinga z dwoma stosami
Maszyna Turinga z dwoma stosami (ang. two-stack Turing machine) – to deterministyczna maszyna Turinga z taśmą wejściową służącą tylko do odczytu, oraz dwiema taśmami pamięci. Jeżeli na którejkolwiek z taśm pamięci głowica przesuwa się w lewo, to na danej taśmie drukowany jest symbol pusty.

## Przetwornik ciągów skończonych
Specjalnym przypadkiem wielotaśmowej maszyny Turinga jest maszyna posiadająca trzy taśmy: roboczą, wejściową i wyjściową. Na taśmie wejściowej umieszczone jest słowo wejściowe tylko do odczytu, bez możliwości zmiany zawartości komórek. Na taśmie wyjściowej w chwili początkowej umieszczone są wyłącznie symbole puste, a w trakcie wykonywania programu w komórkach zapisywane są pewne symbole wynikające z prowadzonych obliczeń.